# Solentinameöarna
Solentinameöarna är en ögrupp i södra delen av Nicaraguasjön i kommunen San Carlos, Nicaragua. Hela ögruppen designerades 1991 som ett nationalmonument.

## Geografi

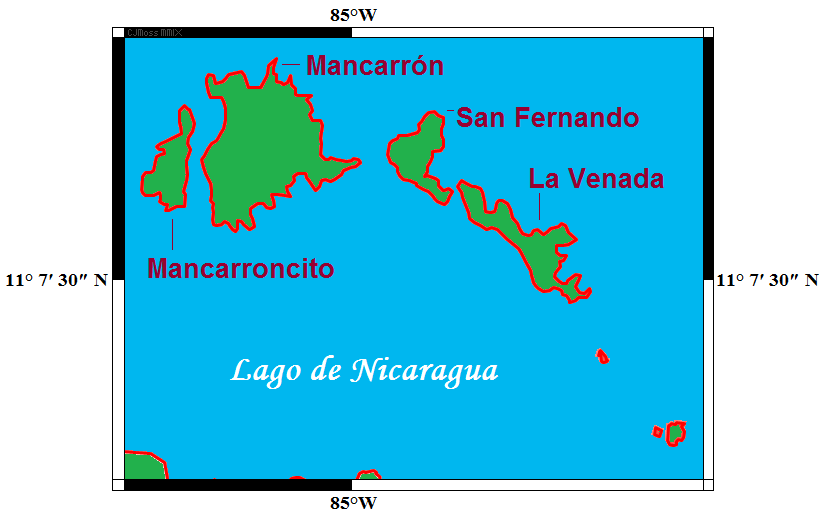

De fyra huvudöarna är, från öster till väster, Isla La Venada, Isla San Fernando, Isla Mancarrón och Isla Mancarroncita. Större delen av befolkningen bor på de tre första öarna. 
Några kilomter söder om Isla La Venada ligger öarna Isla Chichicaste, Isla Zapote, Isla Zapotillo och Isla Punta Del Diablo. Öster om Isla La Venada ligger Islas Las Balsías. Strax norr om Isla La Venada ligger Isla El Corozo, Isla Atravesada, Isla Redonda och Isla Pajarera. Norr om Isla Fernando ligger Isla La Juana och Isla La Yuca. Söder om San Fernando ligger Isla Carolina, Isla Bandolín, Isla El Encanto, Isla El Limón samt ytterligare en ö vid namn Isla Atravesada. Isla El Padre ligger mellan Isla San Fernando och Isla Mancarrón. Söder om Isla Mancarrón ligger Isla Guatusita och Isla La Balsa. Norr och väster om Isla Mancarrón ligger det ett tjugotal öar, och väster om Isla Mancarroncita ligger ett par öar.

## Befolkning

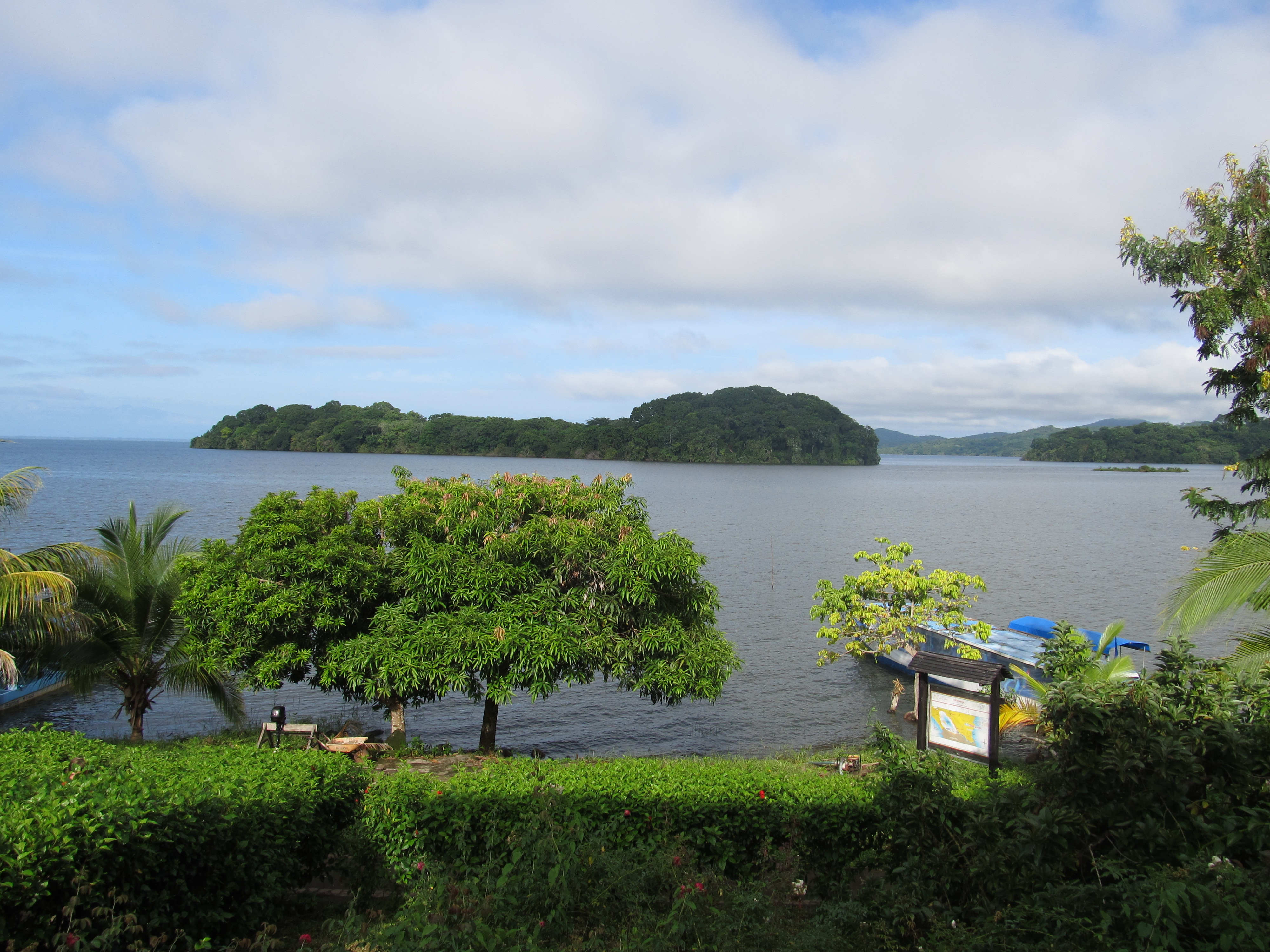
Isla Mancarrón

Ögruppen har 773 invånare (2005). Nästan alla bor på öarna Isla La Venada, Isla San Fernando eller Isla Mancarrón.

## Kultur
Prästen, författaren och konstnären Ernesto Cardenal grundade på 1960-talet en liberalteologisk gemenskap på Solentinameöarna. Det ledde vidare till skapandet av artistkoloni med lokala medlemmar som fortfarande är aktiva målare.

## Religion

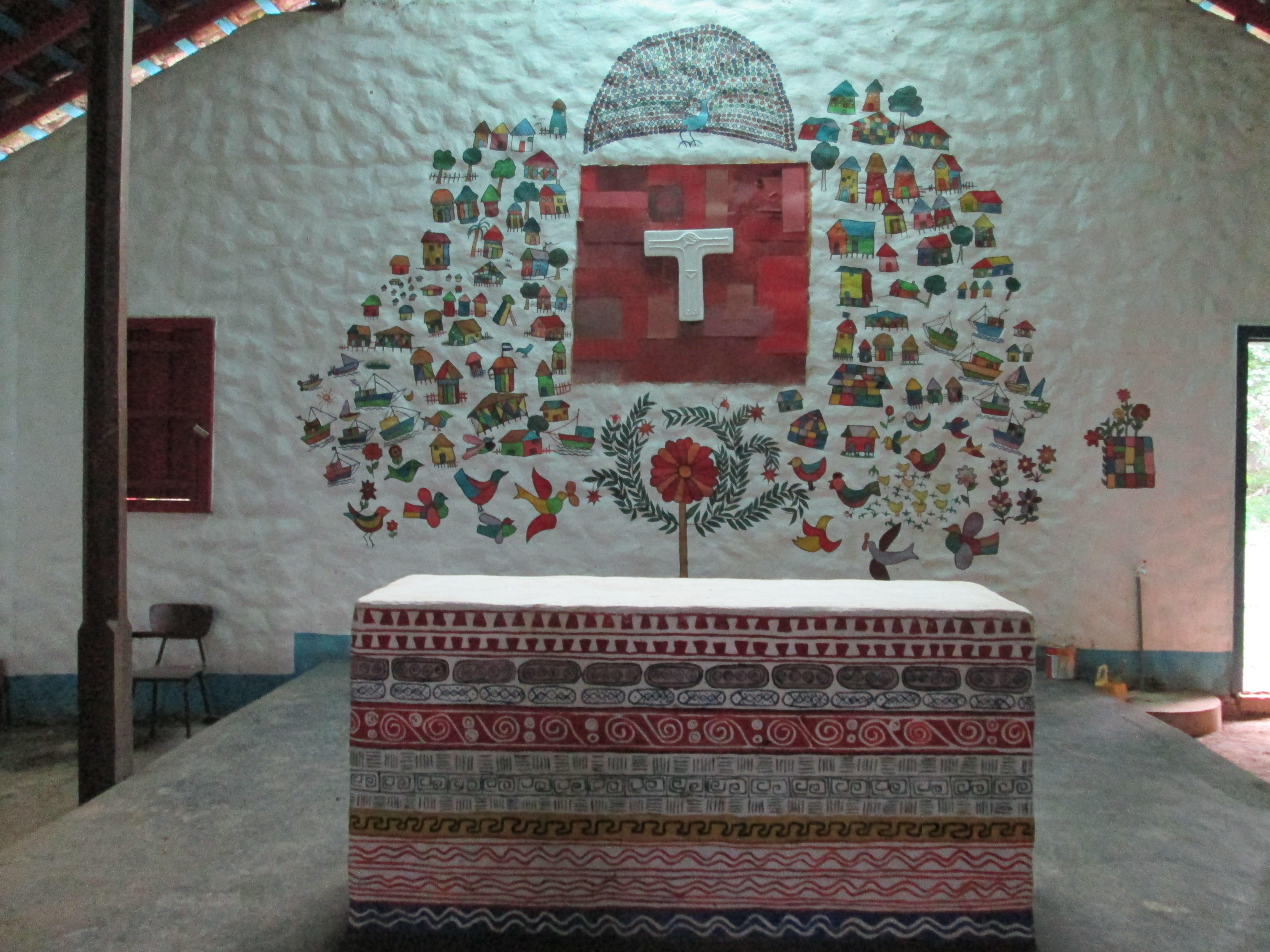
Sankta Maria kyrkan

Under den förkolumbianska tiden var Solentinameöarna ett ceremoniellt centrum med många petroglyfer. På 1700-talet hade invånarna fortfarande inte kristnats, men på Mancarrón finns nu en liten kyrka helgad till Jungfru Maria. Kyrkan har ett mycket vackert altare och en lika vacker altaruppsats.

## Transporter
Från San Carlos finns reguljär båttrafik till Solentinameöarna två gånger i veckan.

## Natur

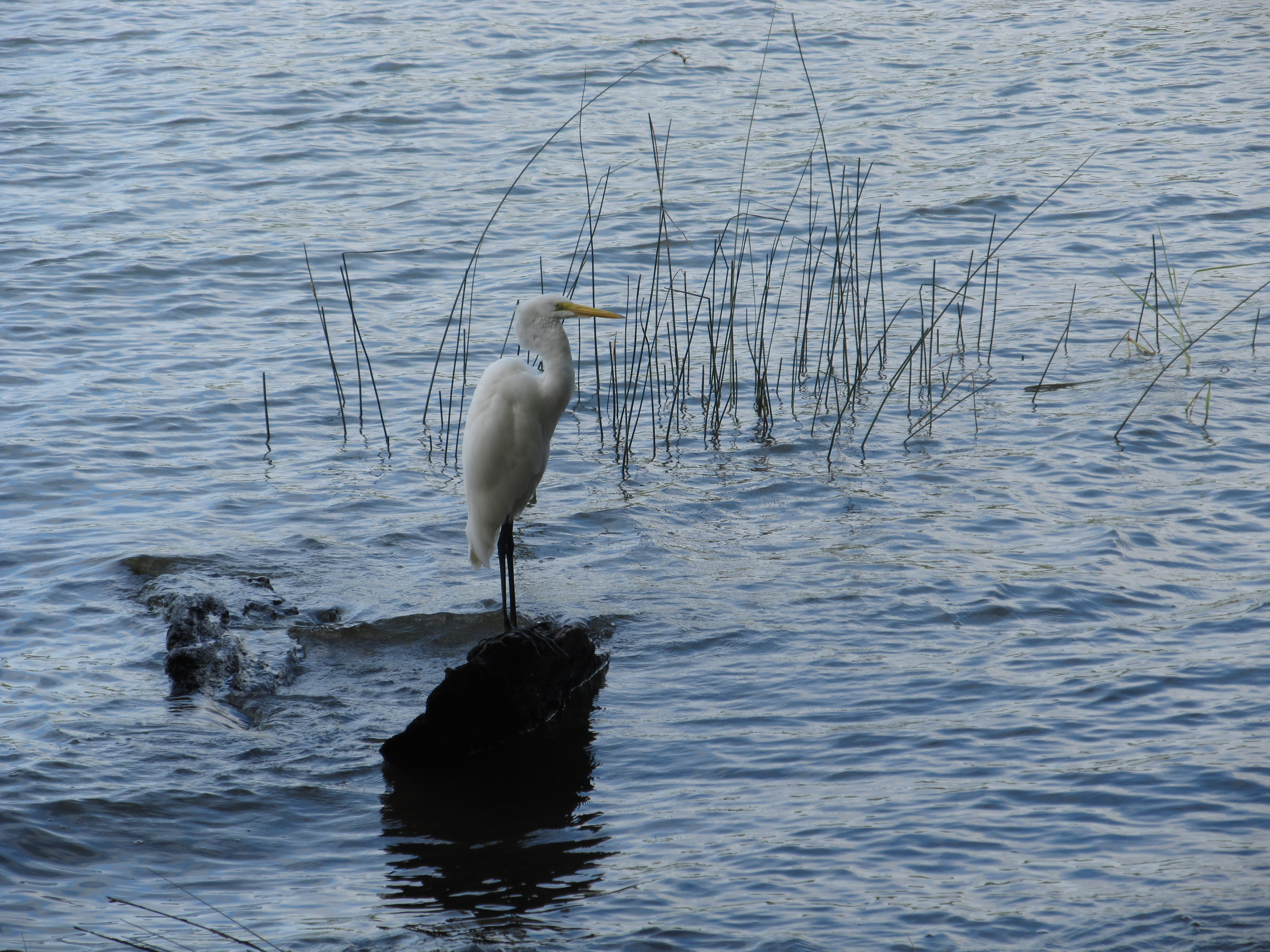
Ägretthäger

Solentinameöarna är ett naturparadis med en rik och varierande flora, många fåglar samt andra djur.

## Nationalmonument
År 1991 designerades Solentinameöarna med omkingliggande vatten som ett nationalmonument med namnet Monumento nacional Archipiélago de Solentiname. Områdets totala yta är 189 km2, varav 38 km2 är land och resten vatten. Solentinameörna ingår i Biosfärområdet Río San Juan, som UNESCO etablerade 2003.

## Bilder
|  |  |